# William Doyle
William Doyle (né en 1942) est un historien anglais, spécialisé dans la France du XVIIIe siècle. Il est connu pour son œuvre Oxford History of the French Revolution (1989).
Il est l'un des principaux révisionnistes des historiens de la Révolution française.
Il est également professeur d'histoire à l'Université de Bristol, membre de la British Academy et administrateur de la Société pour l'étude de l'histoire de France.

## Travaux
- The Old European Order 1660-1800 (Oxford University Press, 1978)
- Origins of the French Revolution (Oxford University Press, 1980; 3rd edition, 1992)
- The Ancien Regime (Macmillan, 1986)
- The Oxford History of the French Revolution (Oxford University Press, 1989; second edition, 2002)
- Venality: the Sale of Offices in Eighteenth-Century France (Oxford University Press, 1996)
- Jansenism: Catholic Resistance to Authority from the Reformation to the French Revolution (Macmillan, 1999)
- The French Revolution: A Very Short Introduction (Oxford University Press, 2001)
- Aristocracy and Its Enemies in the Age of Revolution (Oxford University Press, 2009).